# Spoorlijn Creil - Beauvais
De Spoorlijn Creil - Beauvais is een Franse spoorlijn van Creil naar Beauvais. De lijn is 33,8 km lang en heeft als lijnnummer 316 000.

## Geschiedenis
De lijn werd aangelegd door de Compagnie des chemins de fer du Nord en geopend op 1 september 1857. De lijn werd volledig aangelegd op dubbelspoor en in 1956 teruggebracht op enkelspoor. Bij de opening bij het gedeelte Méru - Villers-sur-Thère van de spoorlijn Épinay-Villetaneuse - Le Tréport-Mers in 1876 werd het gedeelte tussen de aansluiting Villers-sur-Thère en Beauvais administratief overgedragen aan die lijn.

## Treindiensten
De SNCF verzorgt het personenvervoer op dit traject met TER treinen.
| Serie | Treinsoort | Route                          | Bijzonderheden |
| ----- | ---------- | ------------------------------ | -------------- |
| P 32  | TER (SNCF) | Beauvais – Rochy-Condé – Creil |                |

## Aansluitingen
In de volgende plaatsen is of was er een aansluiting op de volgende spoorlijnen:
Creil
RFN 242 000, spoorlijn tussen Creil en Jeumont
RFN 272 000, spoorlijn tussen Paris-Nord en Lille
RFN 329 000, spoorlijn tussen Pierrelaye en Creil
Rochy-Condé
RFN 317 000, spoorlijn tussen Rochy-Condé en Soissons
Beauvais
RFN 325 000, spoorlijn tussen Épinay-Villetaneuse en Le Tréport-Mers
RFN 325 606, stamlijn Beauvais 1
RFN 325 611, stamlijn Beauvais 2
RFN 332 000, spoorlijn tussen Beauvais en Gisors-Embranchement

## Galerij

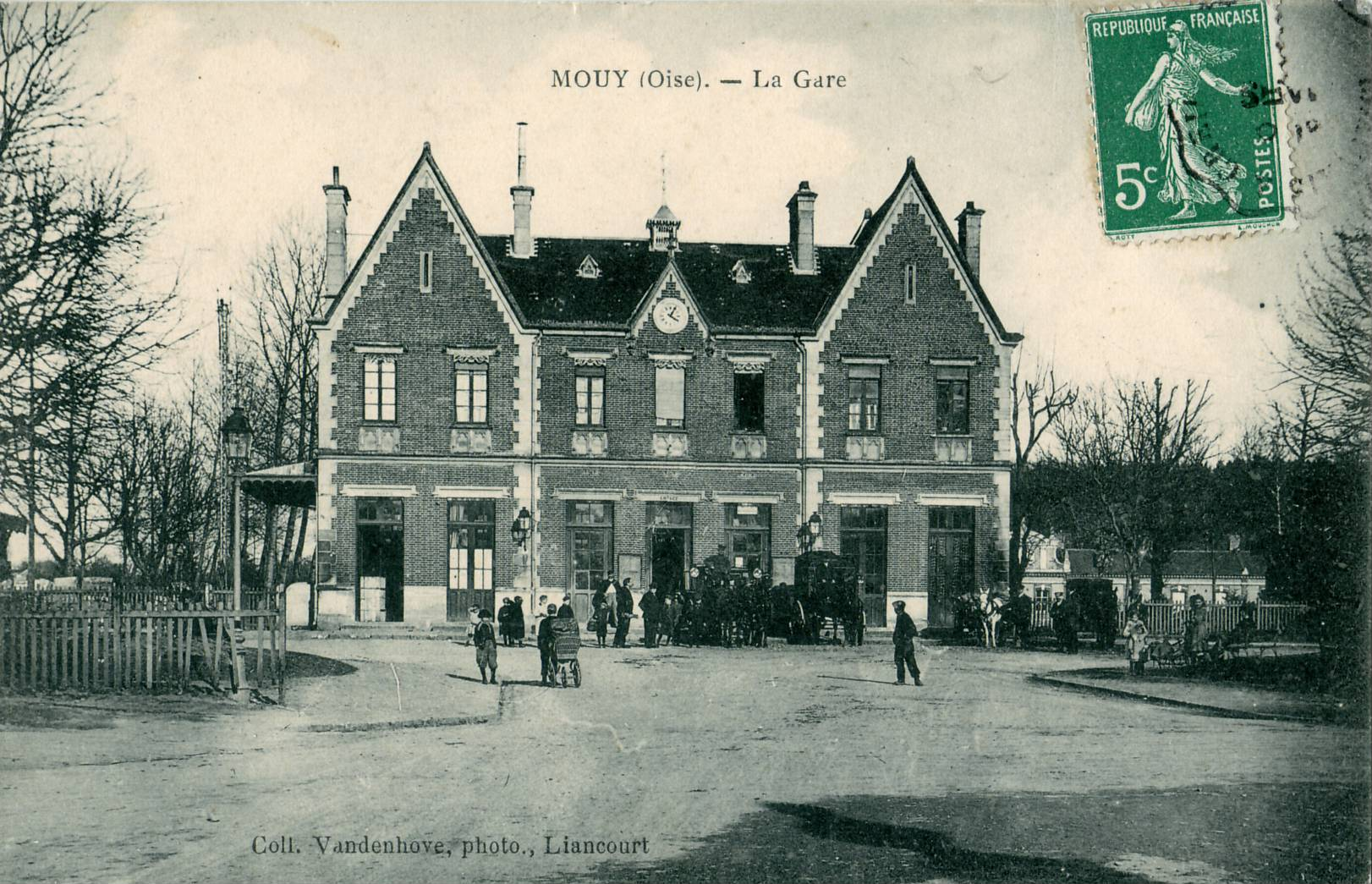
Station Mouy-Buy begin 20e eeuw
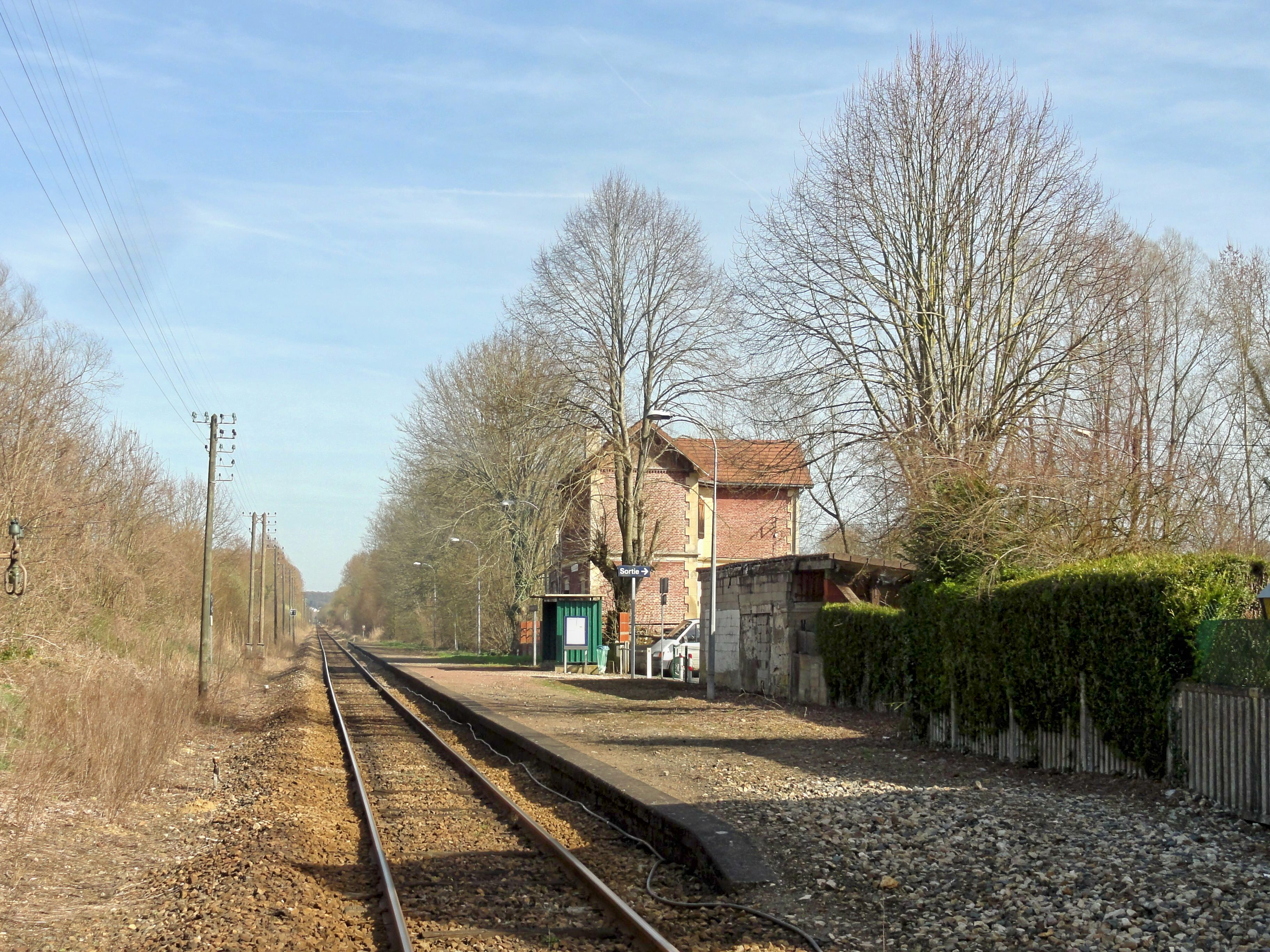
Station Heilles-Mouchy
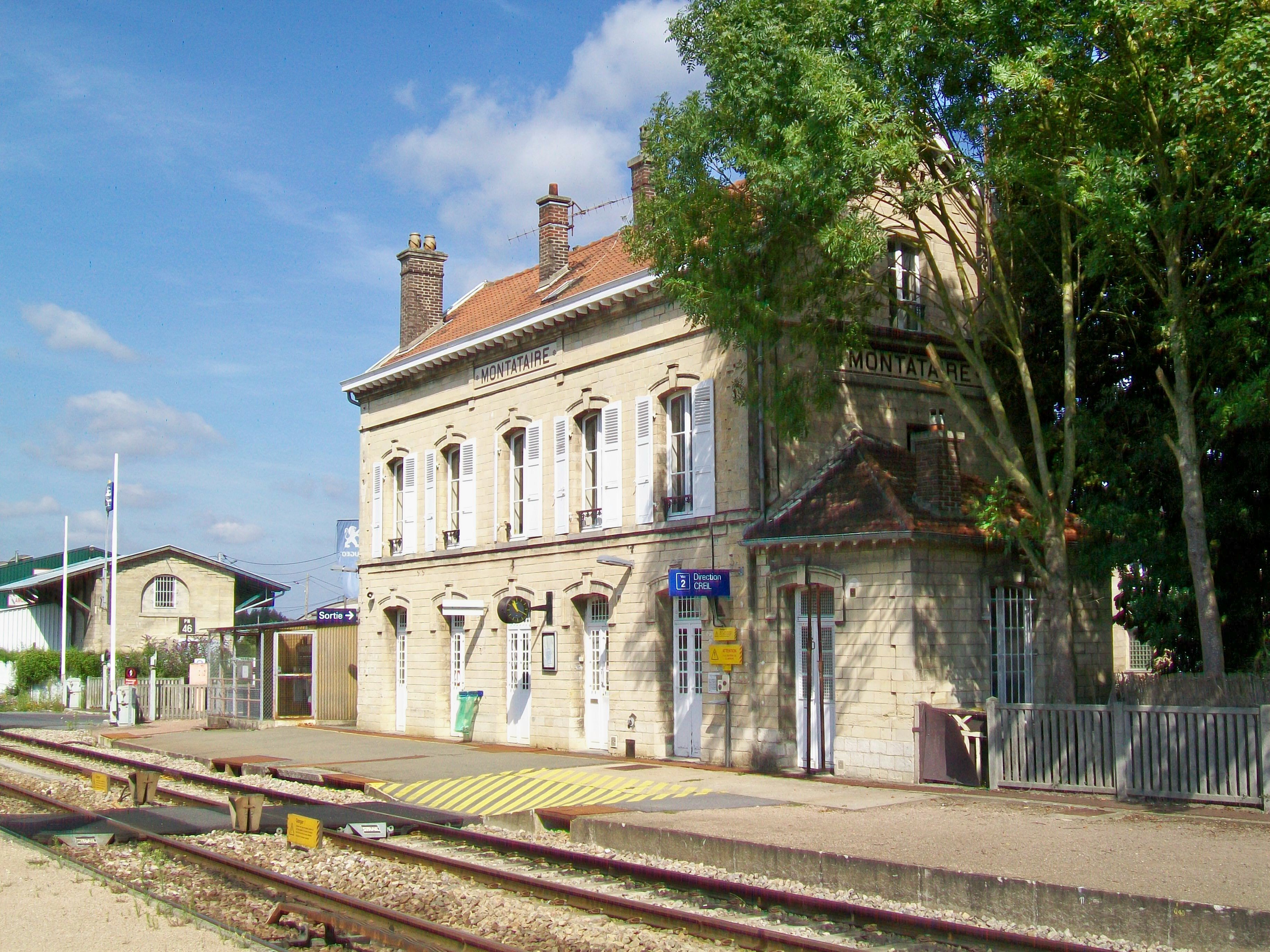
Station Montataire
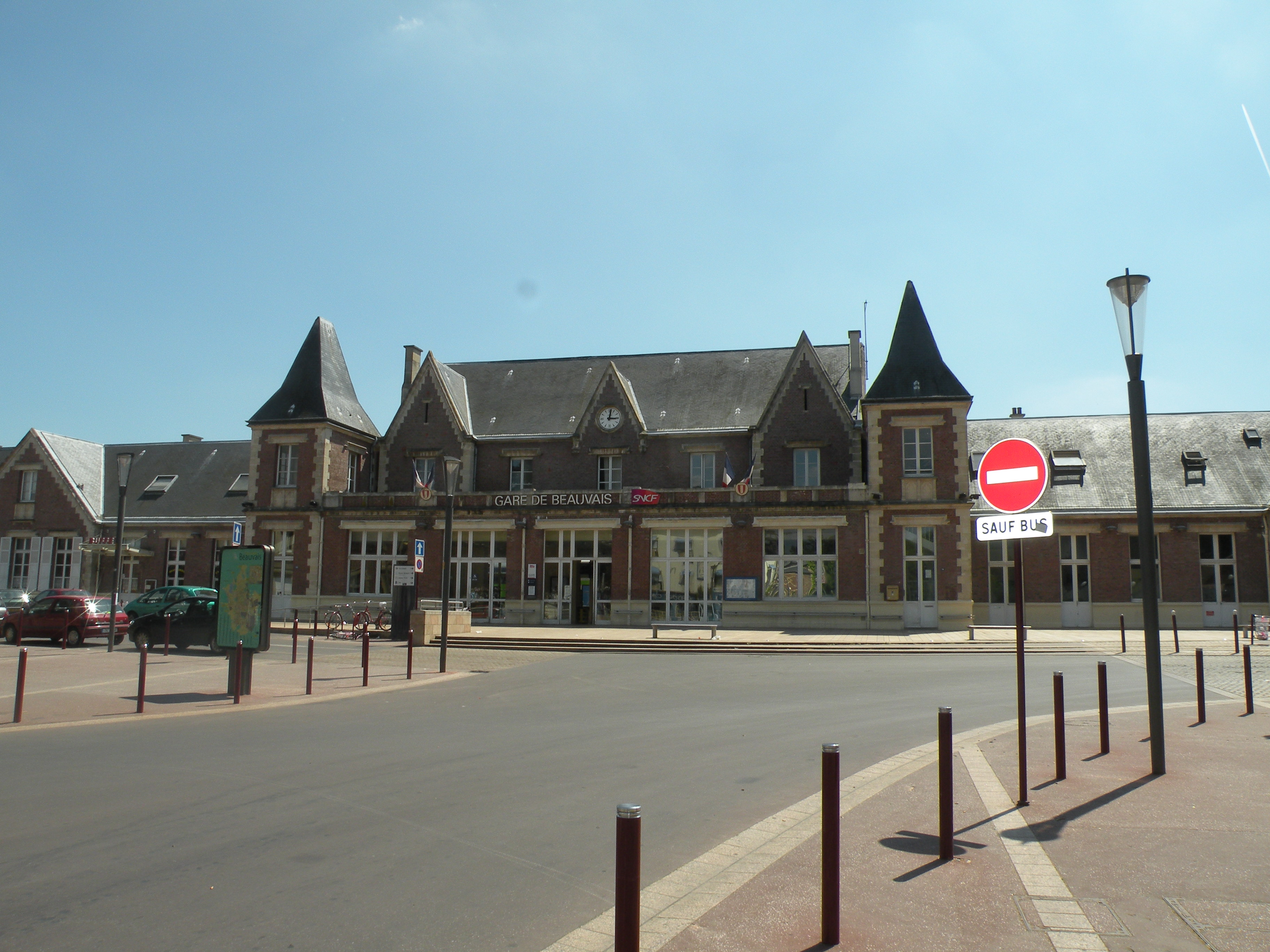
Station Beauvais